# Fontaine-sur-Somme
Fontaine-sur-Somme é uma comuna francesa na região administrativa de Altos da França, no departamento de Somme. Estende-se por uma área de 15,18 km². Em 2010 a comuna tinha 526 habitantes (densidade: 34,7 hab./km²).